# Katedrala Naše Gospe u Bayeuxu
Katedrala Naše Gospe u Bayeuxu (fra. Cathédrale Notre-Dame de Bayeux) je normansko-romaneskna katedrala u francuskom gradu Bayeuxu. Sjedište je bajoške biskupije. Izvornim je domom poznate tapiserije iz Bayeuxa i nacionalnim je spomenikom Francuske. Posvećena je Blaženoj Djevici Mariji.
Samo mjesto gdje se nalazi ljudi koriste još od starih vremena. Nekad su se na njemu nalazila starorimska svetišta. Današnja katedrala posvećena je 14. srpnja 1077. u nazočnosti vojvode Normandije i kralja Engleske Vilima. Ovo je bilo mjesto gdje je Vilim prisilio Harolda Godwinsona prisegnuti na svete relikvije da će poduprijeti njegove pretenzije na englesko prijestolje. Nakon što je Harold umro, Normani su brzo istakli da je time što je bio prihvatio englesku krunu, prekršio prisegu. To je sve dovelo do normanskog osvajanja Engleske, o čemu svjedoči tapiserija iz Bayeuxa te još neki normanski izvori (kroničar Orderik Vitalis).

## Galerija
- Pogled na katedralu iz turističkog ureda.
- Interijer.
- Kripta.
- Interijer.
- Mural u kripti.
- Mural u kripti.
- Katedrala po noći.
- Gotski kor.
- Neoklasični glavni oltar.
- Kapelice,
južni dio transepta.
- Vitraj, južni dio transepta.
- Kapela, južna strana broda.
- Tlocrt.

## Vanjske poveznice
- Lokacija
- Fotografije
- Vitraji[neaktivna poveznica]